# The Theory Of Everything (álbum)
The Theory Of Everything (estilizado como ŦĦΣ ŦĦΣΦɌ¥ ΦƑ ΣVΣɌΨŦĦIΠG) es el octavo álbum de estudio del proyecto musical Ayreon del músico neerlandés Arjen Lucassen, publicado el 28 de octubre de 2013.
Este álbum comienza una nueva línea argumental diferente a los álbumes anteriores, además de alejarse del concepto de ciencia ficción, la historia se sitúa en el mundo real, con personas y situaciones reales.

## Músicos
Como todo álbum de Ayreon, éste sigue una historia, con personajes interpretados por vocalistas. Los vocalistas y sus roles se listan a continuación:
- JB (Grand Magus) como el Profesor (The Teacher)
- Sara Squadrani (Ancient Bards) como la Chica (The Girl)
- Michael Mills (Toehider) como el Padre (The Father)
- Cristina Scabbia (Lacuna Coil) como la Madre (The Mother)
- Tommy Karevik (Kamelot, Seventh Wonder) como el Prodigio (The Prodigy)
- Marco Hietala (Nightwish, Tarot) como el Rival (The Rival)
- John Wetton (Asia, UK, ex-King Crimson, ex-Family, ex-Roxy Music) como el Psiquiatra (The Psychiatrist)

## Listas
| Lista (2013)                    | Posición más alta |
| ------------------------------- | ----------------- |
| Austrian Albums Chart           | 37                |
| Belgian Albums Chart (Flandes)  | 58                |
| Belgian Albums Charts (Valonia) | 36                |
| Dutch Albums Chart              | 3                 |
| Finnish Albums Chart            | 28                |
| German Albums Chart             | 21                |
| Norwegian Albums Chart          | 26                |
| Swedish Albums Chart            | 46                |
| Swiss Albums Chart              | 41                |
| U.S. Heatseekers Albums         | 13                |